# Quebrada Chilõn
Quebrada Chilõn är ett periodiskt vattendrag i Chile.   Det ligger i regionen Región de Valparaíso, i den centrala delen av landet, 130 km norr om huvudstaden Santiago de Chile.
Omgivningen kring Quebrada Chilõn är ofruktbar med liten eller ingen växtlighet. Området är mycket glesbefolkat, med 6 invånare per kvadratkilometer.